# دلئوبوویر
دلئوبوویر (انگلیسی: Deleobuvir) (BI 207127 سابق) دارویی آزمایشی برای درمان هپاتیت ث بود. این دارو توسط شرکت بوهرینگر اینگلهایم ساخته شده بود. این دارو یک مهارکننده پلیمراز NS5B ویروس هپاتیت ث غیر نوکلئوزیدی است. دلئوبوویر در رژیم‌های ترکیبی با اینترفرون پگیله و ریباویرین و در رژیم‌های بدون اینترفرون با سایر عوامل ضد ویروسی مستقیم اثر از جمله فالداپرویر مورد آزمایش قرار گرفت.
در دسامبر ۲۰۱۳، بوهرینگر اینگلهایم اعلام کرد که توسعه دلئوبوویر ادامه نخواهد یافت زیرا یافته‌های اخیر از آزمایش‌های فاز III اثربخشی کافی را نشان نمی‌دهد.